# Atletism la Jocurile Olimpice de vară din 1924
Probele sportive de atletism la Jocurile Olimpice de vară din 1924 s-au desfășurat în perioada 6 - 13 iulie 1924 la Paris, Franța. Au fost 27 de probe sportive, în care au concurat 660 de bărbați, din 40 de țări.

## Stadion
Probele au avut loc pe Stadionul Olimpic din Colombes. Acesta a fost inaugurat în anul 1907.

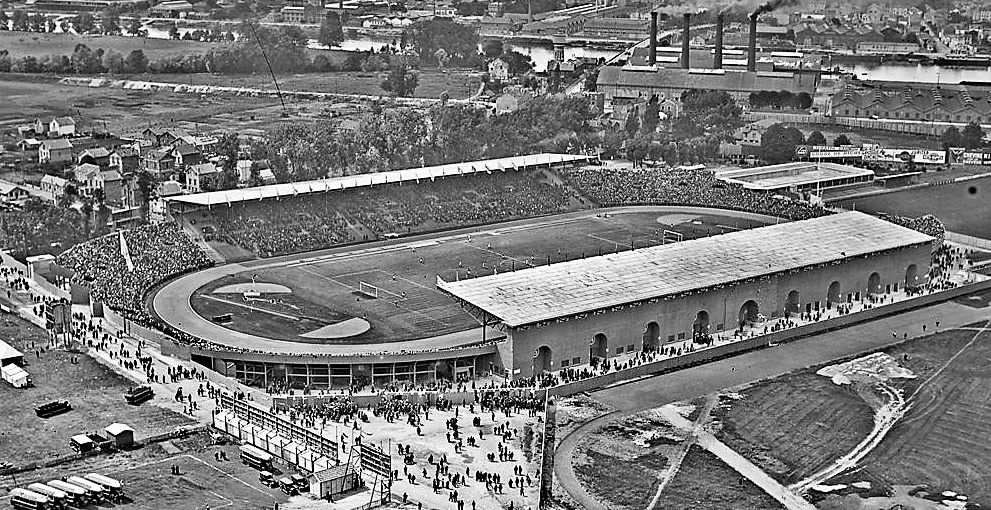
Stadionul Olimpic
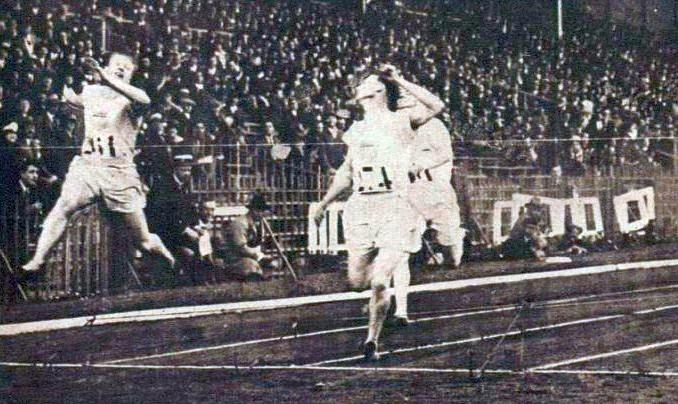
200 m

## Probe sportive

### Masculin
| Event                        | Aur | Aur      | Argint                                                                                     | Argint   | Bronz                                                                             | Bronz    |
| 100 m detalii                | Harold Abrahams (GBR)                                                                                        | 10,6     | Jackson Scholz (USA)                                                                       | 10,7     | Arthur Porritt (NZL)                                                              | 10,8     |
| 200 m detalii                | Jackson Scholz (USA)                                                                                         | 21,6     | Charles Paddock (USA)                                                                      | 21,7     | Eric Liddell (GBR)                                                                | 21,9     |
| 400 m detalii                | Eric Liddell (GBR)                                                                                           | 47,6     | Horatio Fitch (USA)                                                                        | 48,4     | Guy Butler (GBR)                                                                  | 48,6     |
| 800 m detalii                | Douglas Lowe (GBR)                                                                                           | 1:52,4   | Paul Martin (SUI)                                                                          | 1:52,5   | Schuyler Enck (USA)                                                               | 1:52,9   |
| 1500 m detalii               | Paavo Nurmi (FIN)                                                                                            | 3:53,6   | Willy Schärer (SUI)                                                                        | 3:55,0   | H. B. Stallard (GBR)                                                              | 3:55,6   |
| 5000 m detalii               | Paavo Nurmi (FIN)                                                                                            | 14:31,2  | Ville Ritola (FIN)                                                                         | 14:31,4  | Edvin Wide (SWE)                                                                  | 15:01,8  |
| 10 000 m detalii             | Ville Ritola (FIN)                                                                                           | 30:23,2  | Edvin Wide (SWE)                                                                           | 30:55,2  | Eero Berg (FIN)                                                                   | 31:43,0  |
| 110 m garduri detalii        | Daniel Kinsey (USA)                                                                                          | 15,0     | Sid Atkinson (RSA)                                                                         | 15,0     | Sten Pettersson (SWE)                                                             | 15,4     |
| 400 m garduri detalii        | Morgan Taylor (USA)                                                                                          | 52,6     | Erik Vilen (FIN)                                                                           | 53,8     | Ivan Riley (USA)                                                                  | 54,2     |
| 3000 m obstacole detalii     | Ville Ritola (FIN)                                                                                           | 9:33,6   | Elias Katz (FIN)                                                                           | 9:44,0   | Paul Bontemps (FRA)                                                               | 9:45,2   |
| 4×100 m detalii              | Statele Unite ale Americii (USA) · Loren Murchison · Louis Clarke · Frank Hussey · Alfred LeConey            | 41,0     | Marea Britanie (GBR) · Harold Abrahams · Walter Rangeley · Wilfred Nichol · Lancelot Royle | 41,2     | Olanda (NED) · Jan de Vries · Jacob Boot · Harry Broos · Marinus van den Berge    | 41,8     |
| 4×400 m detalii              | Statele Unite ale Americii (USA) · Commodore Cochran · Alan Helffrich · Oliver MacDonald · William Stevenson | 3:16,0   | Suedia (SWE) · Artur Svensson · Erik Byléhn · Gustaf Wejnarth · Nils Engdahl               | 3:17,0   | Marea Britanie (GBR) · Edward Toms · George Renwick · Richard Ripley · Guy Butler | 3:17,4   |
| 3000 m pe echipe detalii     | Finlanda (FIN) · Paavo Nurmi · Ville Ritola · Elias Katz                                                     | 8        | Marea Britanie (GBR) · Bertram Macdonald · Herbert Johnston · George Webber                | 14       | Statele Unite ale Americii (USA) · Edward Kirby · William Cox · Willard Tibbetts  | 25       |
| Maraton detalii              | Albin Stenroos (FIN)                                                                                         | 2:41:23  | Romeo Bertini (ITA)                                                                        | 2:47:20  | Clarence DeMar (USA)                                                              | 2:48:14  |
| 10 km marș detalii           | Ugo Frigerio (ITA)                                                                                           | 47:49,0  | Gordon Goodwin (GBR)                                                                       | 48:37,9  | Cecil McMaster (RSA)                                                              | 49:08,0  |
| Cros detalii                 | Paavo Nurmi (FIN)                                                                                            | 32:54,8  | Ville Ritola (FIN)                                                                         | 34:19,4  | Earl Johnson (USA)                                                                | 35:21,0  |
| Cros pe echipe detalii       | Finlanda (FIN) · Paavo Nurmi · Ville Ritola · Heikki Liimatainen                                             | 11       | Statele Unite ale Americii (USA) · Earl Johnson · Arthur Studenroth · August Fager         | 14       | Franța (FRA) · Henri Lauvaux · Gaston Heuet · Maurice Norland                     | 20       |
| Săritura în înălțime detalii | Harold Osborn (USA)                                                                                          | 1,98     | Leroy Brown (USA)                                                                          | 1,95     | Pierre Lewden (FRA)                                                               | 1,92     |
| Săritura cu prăjina detalii  | Lee Barnes (USA)                                                                                             | 3,95     | Glen Graham (USA)                                                                          | 3,95     | James Brooker (USA)                                                               | 3,90     |
| Săritura în lungime detalii  | DeHart Hubbard (USA)                                                                                         | 7,445    | Edward Gourdin (USA)                                                                       | 7,275    | Sverre Hansen (NOR)                                                               | 7,260    |
| Triplusalt detalii           | Nick Winter (AUS)                                                                                            | 15,525   | Luis Brunetto (ARG)                                                                        | 15,425   | Vilho Tuulos (FIN)                                                                | 15,370   |
| Aruncarea greutății detalii  | Bud Houser (USA)                                                                                             | 14,995   | Glenn Hartranft (USA)                                                                      | 14,895   | Ralph Hills (USA)                                                                 | 14,640   |
| Aruncarea discului detalii   | Bud Houser (USA)                                                                                             | 46,155   | Vilho Niittymaa (FIN)                                                                      | 44,950   | Thomas Lieb (USA)                                                                 | 44,830   |
| Aruncarea ciocanului detalii | Fred Tootell (USA)                                                                                           | 53,295   | Matt McGrath (USA)                                                                         | 50,840   | Malcolm Nokes (GBR)                                                               | 48,875   |
| Aruncarea suliței detalii    | Jonni Myyrä (FIN)                                                                                            | 62,96    | Gunnar Lindström (SWE)                                                                     | 60,92    | Eugene Oberst (USA)                                                               | 58,35    |
| Pentatlon detalii            | Eero Lehtonen (FIN)                                                                                          | 14       | Elemér Somfay (HUN)                                                                        | 16       | Robert LeGendre (USA)                                                             | 18       |
| Decatlon detalii             | Harold Osborn (USA)                                                                                          | 7710,775 | Emerson Norton (USA)                                                                       | 7350,895 | Aleksander Klumberg (EST)                                                         | 7329,360 |

## Clasament pe medalii
| Loc   | Țară                       | Aur | Argint | Bronz | Total |
| ----- | -------------------------- | --- | ------ | ----- | ----- |
| 1     | Statele Unite ale Americii | 12  | 10     | 10    | 32    |
| 2     | Finlanda                   | 10  | 5      | 2     | 17    |
| 3     | Marea Britanie             | 3   | 3      | 5     | 11    |
| 4     | Italia                     | 1   | 1      | 0     | 2     |
| 5     | Australia                  | 1   | 0      | 0     | 1     |
| 6     | Suedia                     | 0   | 3      | 2     | 5     |
| 7     | Elveția                    | 0   | 2      | 0     | 2     |
| 8     | Africa de Sud              | 0   | 1      | 1     | 2     |
| 9     | Argentina                  | 0   | 1      | 0     | 1     |
| 9     | Ungaria                    | 0   | 1      | 0     | 1     |
| 11    | Franța                     | 0   | 0      | 3     | 3     |
| 12    | Estonia                    | 0   | 0      | 1     | 1     |
| 12    | Olanda                     | 0   | 0      | 1     | 1     |
| 12    | Noua Zeelandă              | 0   | 0      | 1     | 1     |
| 12    | Norvegia                   | 0   | 0      | 1     | 1     |
| Total | Total                      | 27  | 27     | 27    | 81    |